# Quận Bắc, Đài Trung

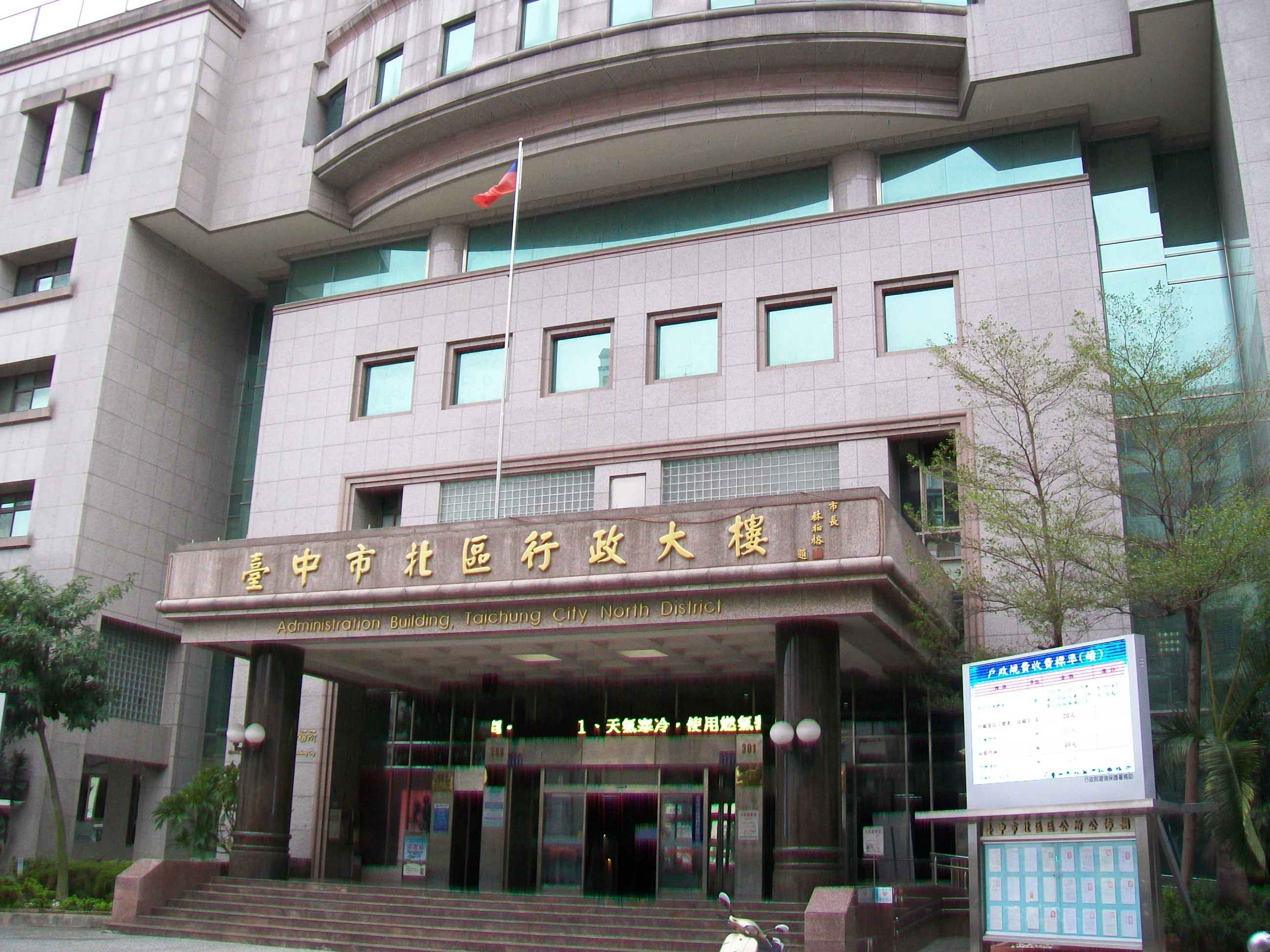
Văn phòng khu Bắc

Quận Bắc (tiếng Trung: 北區; bính âm: Běi Qū, Hán Việt: Bắc khu) là một khu (quận) của thành phố Đài Trung, Trung Hoa Dân Quốc (Đài Loan). Quận có diện tích 6,9376 km², dân số tháng 8 năm 2011 là 147.464 người, mật độ đạt 21255,8 người/km².